# Санта Кроче (Сондрио)
Санта Кроче је насеље у Италији у округу Сондрио, региону Ломбардија.
Према процени из 2011. у насељу је живело 415 становника. Насеље се налази на надморској висини од 512 м.